# Troisième tour des éliminatoires de la zone Asie de la Coupe du monde de football 2026
Cet article donne les résultats du troisième tour de la zone Asie pour les éliminatoires de la Coupe du monde 2026.
Navigation
Deuxième tour Quatrième tour

## Format
Au troisième tour, les 18 qualifiés du deuxième tour (les neuf vainqueurs de groupe et les neuf seconds) sont répartis en trois groupes de six équipes.
Le tirage au sort pour le troisième tour a lieu le 27 juin 2024.
Au sein d'un groupe, toutes les équipes se rencontrent en matchs aller-retour.
Le barème d'attribution des points est le suivant :
- 3 points pour une victoire.
- 1 point pour un match nul.
- 0 point pour une défaite.

Si deux équipes ou plus terminent à égalité de points dans un groupe, elles sont, conformément aux articles 20.6 et 20.7 des règles de qualification pour la Coupe du Monde 2026, classées ou départagées suivant les critères, dans l'ordre :
- Différence de buts.
- Plus grand nombre de buts marqués.
- Plus grand nombre de points obtenus dans les matches entre les équipes concernées.
- Différence de buts particulière des matches entre les équipes concernées.
- Plus grand nombre de buts marqués dans les matches entre les équipes concernées.
- Plus grand nombre de buts marqués à l'extérieur (si seulement deux équipes sont concernées).
- Organisation d'un match d'appui sur terrain neutre avec éventuels prolongation et tirs au but, sous l'approbation du comité d'organisation de la FIFA.

Les deux premiers de chaque groupe se qualifient pour la Coupe du monde de la FIFA 2026, tandis que les troisièmes et quatrièmes de groupe poursuivent le parcours de qualification en disputant un quatrième tour.

## Tirage au sort
Le tirage au sort est effectué le 27 juin 2024 au siège de l'AFC, à Kuala Lumpur, en Malaisie.
Afin d'obtenir trois groupes aussi équilibrés que possible, les dix-huit équipes ont été réparties au préalable dans six pots contenant chacun trois équipes suivant l'ordre du classement FIFA établi le 20 juin 2024 (place indiquée entre parenthèses dans le tableau suivant). Une équipe de chaque pot est ensuite tirée au sort pour être affectée à l'un des trois groupes (A ou B ou C).
| Pot 1 (têtes de série)                         | Pot 2                                       | Pot 3                                                       | Pot 4                                                   | Pot 5                                                | Pot 6                                                    |
| ---------------------------------------------- | ------------------------------------------- | ----------------------------------------------------------- | ------------------------------------------------------- | ---------------------------------------------------- | -------------------------------------------------------- |
| - - Japon (17) - Iran (20) - Corée du Sud (22) | - - Australie (23) - Qatar (35) - Irak (55) | - - Arabie saoudite (56) - Ouzbékistan (62) - Jordanie (68) | - - Émirats arabes unis (69) - Oman (76) - Bahreïn (81) | - - Chine (88) - Palestine (95) - Kirghizistan (101) | - - Corée du Nord (110) - Indonésie (134) - Koweït (137) |

## Résultats

### Groupe A = 453 477
| Rang | Équipe              | Pts | J  | G | N | P | Bp | Bc | Diff |  | Résultats (▼ dom., ► ext.) |     |     |     |     |     |     |
| ---- | ------------------- | --- | -- | - | - | - | -- | -- | ---- |  | -------------------------- | --- | --- | --- | --- | --- | --- |
| 1    | Iran                | 23  | 10 | 7 | 2 | 1 | 19 | 8  | +11  |  | Iran                       |     | 2-2 | 2-0 | 4-1 | 1-0 | 3-0 |
| 2    | Ouzbékistan         | 21  | 10 | 6 | 3 | 1 | 14 | 7  | +7   |  | Ouzbékistan                | 0-0 |     | 1-0 | 3-0 | 1-0 | 1-0 |
| 3    | Émirats arabes unis | 15  | 10 | 4 | 3 | 3 | 15 | 8  | +7   |  | Émirats arabes unis        | 0-1 | 0-0 |     | 5-0 | 3-0 | 1-1 |
| 4    | Qatar               | 13  | 10 | 4 | 1 | 5 | 17 | 24 | -7   |  | Qatar                      | 1-0 | 3-2 | 1-3 |     | 3-1 | 5-1 |
| 5    | Kirghizistan        | 8   | 10 | 2 | 2 | 6 | 12 | 18 | -6   |  | Kirghizistan               | 2-3 | 2-3 | 1-1 | 3-1 |     | 1-0 |
| 6    | Corée du Nord       | 3   | 10 | 0 | 3 | 7 | 9  | 21 | -12  |  | Corée du Nord              | 2-3 | 0-1 | 1-2 | 2-2 | 2-2 |     |

#### 1rejournée
| 5 septembre 2024  | Ouzbékistan    | 1 - 0   | Corée du Nord | Stade de Bunyodkor, Tachkent                  |                                               |
| 19h00 (UTC+05:00) | Masharipov 20e | (1 - 0) |               | Spectateurs : 24 205 Arbitrage : Ahmed Al-Kaf | Spectateurs : 24 205 Arbitrage : Ahmed Al-Kaf |
| 19h00 (UTC+05:00) | Rapport        |         |               | Spectateurs : 24 205 Arbitrage : Ahmed Al-Kaf | Spectateurs : 24 205 Arbitrage : Ahmed Al-Kaf |

| 5 septembre 2024 | Iran       | 1 - 0   | Kirghizistan | Stade Fouladchahr, Ispahan                    |                                               |
| 19h30 UTC+03:30  | Taremi 34e | (1 - 0) |              | Spectateurs : 12 077 Arbitrage : Yusuke Araki | Spectateurs : 12 077 Arbitrage : Yusuke Araki |
| 19h30 UTC+03:30  | Rapport    |         |              | Spectateurs : 12 077 Arbitrage : Yusuke Araki | Spectateurs : 12 077 Arbitrage : Yusuke Araki |

| 5 septembre 2024  | Qatar                    | 1 - 3   | Émirats arabes unis                     | Stade Ahmad-ben-Ali, Al Rayyan               |                                              |
| 19h00 (UTC+03:00) | Al-Hassan 38e            | (1 - 0) | 68e Abdalla · 80e Ibrahim · 90+4e Saleh | Spectateurs : 33 952 Arbitrage : Shaun Evans | Spectateurs : 33 952 Arbitrage : Shaun Evans |
| 19h00 (UTC+03:00) | Salman 52e · Barsham 65e | Rapport | 25e Kouadio · 65e Al Ghassani           | Spectateurs : 33 952 Arbitrage : Shaun Evans | Spectateurs : 33 952 Arbitrage : Shaun Evans |

#### 2ejournée
| 10 septembre 2024 | Corée du Nord                                                              | 2 - 2   | Qatar                      | Stade national du Laos, Vientiane ( Laos)      |                                                |
| 19h00 (UTC+07:00) | Ri Il-song 19e · Kang Kuk-chol 51e                                         | (1 - 2) | 31e (pen.) Afif · 44e Ali  | Spectateurs : 140 Arbitrage : Nazmi Nasaruddin | Spectateurs : 140 Arbitrage : Nazmi Nasaruddin |
| 19h00 (UTC+07:00) | Jang Kuk-chol 28e · Kim Pom-hyok 34e · Kang Ju-hyok 82e · Ri Il-song 90+5e | Rapport | 22e Salman · 36e Al Hassan | Spectateurs : 140 Arbitrage : Nazmi Nasaruddin | Spectateurs : 140 Arbitrage : Nazmi Nasaruddin |

| 10 septembre 2024 | Kirghizistan                 | 2 - 3   | Ouzbékistan                                | Spartak Stadium, Bichkek                        |                                                 |
| 20h00 (UTC+06:00) | Kojo 15e · Abdurakhmanov 35e | (2 - 2) | 17e Shomurodov · 45e Aliqulov · 72e Urunov | Spectateurs : 13 282 Arbitrage : Ahmed Al-Alili | Spectateurs : 13 282 Arbitrage : Ahmed Al-Alili |
| 20h00 (UTC+06:00) |                              | Rapport | 34e Arshumatov · 90+4e Shomurodov          | Spectateurs : 13 282 Arbitrage : Ahmed Al-Alili | Spectateurs : 13 282 Arbitrage : Ahmed Al-Alili |

| 10 septembre 2024 | Émirats arabes unis | 0 - 1   | Iran                                                            | Stade Hazza-ben-Zayed, Al-Aïn                   |                                                 |
| 20h00 (UTC+04:00) |                     | (0 - 1) | 45+3e Ghayedi                                                   | Spectateurs : 17 826 Arbitrage : Kim Jong-hyeok | Spectateurs : 17 826 Arbitrage : Kim Jong-hyeok |
| 20h00 (UTC+04:00) |                     | Rapport | 35e Jahanbakhsh · 48e Ghoddos · 90+6e Kanani · 90+11e Mohammadi | Spectateurs : 17 826 Arbitrage : Kim Jong-hyeok | Spectateurs : 17 826 Arbitrage : Kim Jong-hyeok |

#### 3ejournée
| 10 octobre 2024   | Ouzbékistan                                                         | 0 - 0   | Iran                                | Stade de Bunyodkor, Tachkent                 |                                              |
| 19h00 (UTC+05:00) |                                                                     | (0 - 0) |                                     | Spectateurs : 33 829 Arbitrage : Shaun Evans | Spectateurs : 33 829 Arbitrage : Shaun Evans |
| 19h00 (UTC+05:00) | 19e Farrukh Sayfiev 30e Odiljon Hamrobekov 97e Rustamjon Ashurmatov | Rapport | 57e Saleh Hardani 66e Saman Ghoddos | Spectateurs : 33 829 Arbitrage : Shaun Evans | Spectateurs : 33 829 Arbitrage : Shaun Evans |

| 10 octobre 2024   | Qatar                                                                | 3 - 1   | Kirghizistan           | Stade Ahmad-ben-Ali, Al Rayyan   |                                  |
| 19h00 (UTC+03:00) | Almoez Ali 39e · Tamirlan Kozubaev 63e (csc) · Ibrahim Al Hassan 81e | (1 - 0) | Alimardon Shukurov 76e | Spectateurs : 25 195 Arbitrage : | Spectateurs : 25 195 Arbitrage : |
| 19h00 (UTC+03:00) | Rapport                                                              |         |                        | Spectateurs : 25 195 Arbitrage : | Spectateurs : 25 195 Arbitrage : |

| 10 octobre 2024   | Émirats arabes unis   | 1 - 1   | Corée du Nord    | Stade Hazza-ben-Zayed, Al-Aïn   |                                 |
| 20h00 (UTC+04:00) | Yahya Al Ghassani 66e | (0 - 0) | Il-Gwan Jong 86e | Spectateurs : 8 536 Arbitrage : | Spectateurs : 8 536 Arbitrage : |
| 20h00 (UTC+04:00) | Rapport               |         |                  | Spectateurs : 8 536 Arbitrage : | Spectateurs : 8 536 Arbitrage : |

#### 4ejournée
| 15 octobre 2024   | Ouzbékistan         | 1 - 0   | Émirats arabes unis     | Stade de Bunyodkor, Tachkent             |                                          |
| 19h00 (UTC+05:00) | Shukurov 76e (pen.) | (0 - 0) |                         | Spectateurs : 32 773 Arbitrage : Ning Ma | Spectateurs : 32 773 Arbitrage : Ning Ma |
| 19h00 (UTC+05:00) | Nasrullaev 90+4e    | Rapport | 65e Hamad · 90+4e Saleh | Spectateurs : 32 773 Arbitrage : Ning Ma | Spectateurs : 32 773 Arbitrage : Ning Ma |

| 15 octobre 2024   | Kirghizistan | 1 - 0   | Corée du Nord | Spartak Stadium, Bichkek                           |                                                    |
| 20h00 (UTC+06:00) | Brauzman 11e | (1 - 0) |               | Spectateurs : 9 769 Arbitrage : Mohammed Al Hoaish | Spectateurs : 9 769 Arbitrage : Mohammed Al Hoaish |
| 20h00 (UTC+06:00) | Rapport      |         |               | Spectateurs : 9 769 Arbitrage : Mohammed Al Hoaish | Spectateurs : 9 769 Arbitrage : Mohammed Al Hoaish |

| 15 octobre 2024   | Iran                                                 | 4 - 1   | Qatar     | Stade Al-Rashid, Dubaï                       |                                              |
| 19h30 (UTC+03:30) | Azmoun 42e 48e · Mohebi 65e · I.Mohammad 90+8e (csc) | (1 - 1) | 17e A.Ali | Spectateurs : 7 890 Arbitrage : Yusuke Araki | Spectateurs : 7 890 Arbitrage : Yusuke Araki |
| 19h30 (UTC+03:30) | Rapport                                              |         |           | Spectateurs : 7 890 Arbitrage : Yusuke Araki | Spectateurs : 7 890 Arbitrage : Yusuke Araki |

#### 5ejournée
| 14 novembre 2024 | Qatar                         | 3 - 2   | Ouzbékistan        | Stade Jassim-bin-Hamad, Doha                    |                                                 |
| (UTC+03:00)      | A.Ali 26e 41e · Mendes 90+12e | (2 - 0) | 75e 80e Fayzullaev | Spectateurs : 10 759 Arbitrage : Jong-Hyeok Kim | Spectateurs : 10 759 Arbitrage : Jong-Hyeok Kim |
| (UTC+03:00)      | Rapport                       |         |                    | Spectateurs : 10 759 Arbitrage : Jong-Hyeok Kim | Spectateurs : 10 759 Arbitrage : Jong-Hyeok Kim |

| 14 novembre 2024 | Émirats arabes unis            | 3 - 0   | Kirghizistan | Stade Mohammed-ben-Zayed, Abou Dabi                         |                                                             |
| (UTC+04:00)      | H.Abdalla 15e 89e · Meloni 35e | (2 - 0) |              | Spectateurs : 6 238 Arbitrage : Ahmed Abu Bakar Said Al Kaf | Spectateurs : 6 238 Arbitrage : Ahmed Abu Bakar Said Al Kaf |
| (UTC+04:00)      | Rapport                        |         |              | Spectateurs : 6 238 Arbitrage : Ahmed Abu Bakar Said Al Kaf | Spectateurs : 6 238 Arbitrage : Ahmed Abu Bakar Said Al Kaf |

| 14 novembre 2024  | Corée du Nord                  | 2 - 3   | Iran                         | Stade national du Laos, Vientiane ( Laos)       |                                                 |
| 19h00 (UTC+07:00) | Taremi 56e (csc) · Yu-song 59e | (0 - 3) | 29e Ghayedi · 41e 45e Mohebi | Spectateurs : 100 Arbitrage : Sadullo Gulmurodi | Spectateurs : 100 Arbitrage : Sadullo Gulmurodi |
| 19h00 (UTC+07:00) |                                | Rapport | 51e Khalilzadeh              | Spectateurs : 100 Arbitrage : Sadullo Gulmurodi | Spectateurs : 100 Arbitrage : Sadullo Gulmurodi |

#### 6ejournée
| 19 novembre 2024 | Émirats arabes unis                                   | 5 - 0   | Qatar | Stade Al-Nahyan, Abou Dabi                              |                                                         |
| (UTC+04:00)      | Lima 4e 45e (pen.) 45+5e 56e (pen.) · Al-Ghassani 73e | (3 - 0) |       | Spectateurs : 13 825 Arbitrage : Khalid Saleh Al Turais | Spectateurs : 13 825 Arbitrage : Khalid Saleh Al Turais |
| (UTC+04:00)      | Rapport                                               |         |       | Spectateurs : 13 825 Arbitrage : Khalid Saleh Al Turais | Spectateurs : 13 825 Arbitrage : Khalid Saleh Al Turais |

| 19 novembre 2024 | Kirghizistan        | 2 - 3   | Iran                                  | Spartak Stadium, Bichkek                 |                                          |
| (UTC+06:00)      | Kojo 51e 64e (pen.) | (0 - 2) | 12e Taremi · 33e Hardani · 76e Azmoun | Spectateurs : 10 021 Arbitrage : Ning Ma | Spectateurs : 10 021 Arbitrage : Ning Ma |
| (UTC+06:00)      | Rapport             |         |                                       | Spectateurs : 10 021 Arbitrage : Ning Ma | Spectateurs : 10 021 Arbitrage : Ning Ma |

| 19 novembre 2024  | Corée du Nord | 0 - 1   | Ouzbékistan    | Stade national du Laos, Vientiane ( Laos)               |                                                         |
| 19h00 (UTC+07:00) |               | (0 - 1) | 44e Fayzullaev | Spectateurs : 166 Arbitrage : Modèle:KOW-d Ahmad Al Ali | Spectateurs : 166 Arbitrage : Modèle:KOW-d Ahmad Al Ali |
| 19h00 (UTC+07:00) |               | Rapport | 83e Eshmurodov | Spectateurs : 166 Arbitrage : Modèle:KOW-d Ahmad Al Ali | Spectateurs : 166 Arbitrage : Modèle:KOW-d Ahmad Al Ali |

#### 7ejournée
| 20 mars 2025      | Iran                       | 2 - 0   | Émirats arabes unis | Stade Azadi, Téhéran                          |                                               |
| 19h30 (UTC+03:30) | Azmoun 45+27e · Mohebi 70e | (1 - 0) |                     | Spectateurs : 20 469 Arbitrage : Hyung-Jin Ko | Spectateurs : 20 469 Arbitrage : Hyung-Jin Ko |
| 19h30 (UTC+03:30) | Rapport                    |         |                     | Spectateurs : 20 469 Arbitrage : Hyung-Jin Ko | Spectateurs : 20 469 Arbitrage : Hyung-Jin Ko |

| 20 mars 2025      | Qatar                                                                      | 5 - 1   | Corée du Nord | Stade Jassim-bin-Hamad, Doha                          |                                                       |
| 21h15 (UTC+03:00) | Afif 17e · Al Ganehi 23e · Yu-song 34e (csc) · Al-Rawi 56e · Alaaeldin 66e | (3 - 0) | 86e Kwang-hun | Spectateurs : 10 375 Arbitrage : Mohanad Qasim Sarray | Spectateurs : 10 375 Arbitrage : Mohanad Qasim Sarray |
| 21h15 (UTC+03:00) | Rapport                                                                    |         |               | Spectateurs : 10 375 Arbitrage : Mohanad Qasim Sarray | Spectateurs : 10 375 Arbitrage : Mohanad Qasim Sarray |

| 20 mars 2025      | Ouzbékistan  | 1 - 0   | Kirghizistan | Stade de Bunyodkor, Tachkent                  |                                               |
| 21h00 (UTC+05:00) | Alijonov 40e | (1 - 0) |              | Spectateurs : 32 458 Arbitrage : Yusuke Araki | Spectateurs : 32 458 Arbitrage : Yusuke Araki |
| 21h00 (UTC+05:00) |              | Rapport | 24e Datsiev  | Spectateurs : 32 458 Arbitrage : Yusuke Araki | Spectateurs : 32 458 Arbitrage : Yusuke Araki |

#### 8ejournée
| 25 mars 2025      | Iran           | 2 - 2   | Ouzbékistan                  | Stade Azadi, Téhéran                                         |                                                              |
| 19h30 (UTC+03:30) | Taremi 52e 83e | (0 - 1) | 16e Erkinov · 53e Fayzullaev | Spectateurs : 36 702 Arbitrage : Ahmed Abu Bakar Said Al Kaf | Spectateurs : 36 702 Arbitrage : Ahmed Abu Bakar Said Al Kaf |
| 19h30 (UTC+03:30) | Rapport        |         |                              | Spectateurs : 36 702 Arbitrage : Ahmed Abu Bakar Said Al Kaf | Spectateurs : 36 702 Arbitrage : Ahmed Abu Bakar Said Al Kaf |

| 25 mars 2025      | Kirghizistan                                     | 3 - 1   | Qatar      | Spartak Stadium, Bichkek                                       |                                                                |
| 19h45 (UTC+06:00) | Kitchine 45+1e · Mishchenko 82e · Shukurov 90+3e | (1 - 0) | 52e Mendes | Spectateurs : 12 325 Arbitrage : Muhammad Nazmi bin Nasaruddin | Spectateurs : 12 325 Arbitrage : Muhammad Nazmi bin Nasaruddin |
| 19h45 (UTC+06:00) |                                                  | Rapport | 55e Mendes | Spectateurs : 12 325 Arbitrage : Muhammad Nazmi bin Nasaruddin | Spectateurs : 12 325 Arbitrage : Muhammad Nazmi bin Nasaruddin |

| 25 mars 2025      | Corée du Nord | 1 - 2   | Émirats arabes unis  | Stade du Prince Faisal bin Fahd, Riyad ( Arabie saoudite) |                                                       |
| 21h15 (UTC+03:00) | Yu-song 43e   | (1 - 1) | 5e Lima · 90+8e Adil | Spectateurs : 223 Arbitrage : Mohammed Khled Al Hoish     | Spectateurs : 223 Arbitrage : Mohammed Khled Al Hoish |
| 21h15 (UTC+03:00) | Rapport       |         |                      | Spectateurs : 223 Arbitrage : Mohammed Khled Al Hoish     | Spectateurs : 223 Arbitrage : Mohammed Khled Al Hoish |

#### 9ejournée
| 5 juin 2025 | Qatar      | 1 - 0   | Iran | Stade Jassim-bin-Hamad, Doha                       |                                                    |
| (UTC+03:00) | Miguel 41e | (1 - 0) |      | Spectateurs : 8 925 Arbitrage : Mohammed Al Hoaish | Spectateurs : 8 925 Arbitrage : Mohammed Al Hoaish |
| (UTC+03:00) | Rapport    |         |      | Spectateurs : 8 925 Arbitrage : Mohammed Al Hoaish | Spectateurs : 8 925 Arbitrage : Mohammed Al Hoaish |

| 5 juin 2025 | Corée du Nord              | 2 - 2   | Kirghizistan                        | Stade du Prince Faisal bin Fahd, Riyad        |                                               |
| (UTC+03:00) | Kwang-hun 44e · Jo-guk 52e | (1 - 0) | 57e Alykulov · 90+5e (csc) Sung-Hye | Spectateurs : 100 Arbitrage : Adham Makhadmeh | Spectateurs : 100 Arbitrage : Adham Makhadmeh |
| (UTC+03:00) | Rapport                    |         |                                     | Spectateurs : 100 Arbitrage : Adham Makhadmeh | Spectateurs : 100 Arbitrage : Adham Makhadmeh |

| 5 juin 2025 | Émirats arabes unis | 0 - 0   | Ouzbékistan | Stade Al-Nahyan, Abou Dabi                  |                                             |
| (UTC+04:00) |                     | (0 - 0) |             | Spectateurs : 9 820 Arbitrage : Shaun Evans | Spectateurs : 9 820 Arbitrage : Shaun Evans |
| (UTC+04:00) | Rapport             |         |             | Spectateurs : 9 820 Arbitrage : Shaun Evans | Spectateurs : 9 820 Arbitrage : Shaun Evans |

#### 10ejournée
| 10 juin 2025 | Iran                                         | 3 - 0   | Corée du Nord | Stade Azadi, Téhéran                              |                                                   |
| (UTC+03:30)  | Mohebi 74e · Taremi 77e · Hosseinzadeh 90+3e | (0 - 0) |               | Spectateurs : 16 308 Arbitrage : Nazmi Nasaruddin | Spectateurs : 16 308 Arbitrage : Nazmi Nasaruddin |
| (UTC+03:30)  | Aghasi 56e                                   | Rapport | Kye 32e, 66e  | Spectateurs : 16 308 Arbitrage : Nazmi Nasaruddin | Spectateurs : 16 308 Arbitrage : Nazmi Nasaruddin |

| 10 juin 2025 | Ouzbékistan                                     | 3 - 0   | Qatar                                               | Stade de Bunyodkor, Tachkent             |                                          |
| (UTC+05:00)  | Turgunboev 28e · Shomurodov 86e · Sergeev 90+2e | (1 - 0) |                                                     | Spectateurs : 32 931 Arbitrage : Ning Ma | Spectateurs : 32 931 Arbitrage : Ning Ma |
| (UTC+05:00)  | Erkinov 90+4e · Mozgovoy 90+4e                  | Rapport | Hatem 33e · Al-Rawi 41e · Muntari 67e · El-Amin 72e | Spectateurs : 32 931 Arbitrage : Ning Ma | Spectateurs : 32 931 Arbitrage : Ning Ma |

| 10 juin 2025 | Kirghizistan                 | 1 - 1   | Émirats arabes unis | Spartak Stadium, Bichkek                      |                                               |
| (UTC+06:00)  | Merk 90+5e                   | (0 - 1) | Suhail 30e          | Spectateurs : 12 258 Arbitrage : Ahmad Al-Ali | Spectateurs : 12 258 Arbitrage : Ahmad Al-Ali |
| (UTC+06:00)  | Almazbekov 34e · Uzdenov 89e | Rapport | Saleh 44e           | Spectateurs : 12 258 Arbitrage : Ahmad Al-Ali | Spectateurs : 12 258 Arbitrage : Ahmad Al-Ali |

### Groupe B = 853 594
| Rang | Équipe       | Pts | J  | G | N | P | Bp | Bc | Diff |  | Résultats (▼ dom., ► ext.) |     |     |     |     |     |     |
| ---- | ------------ | --- | -- | - | - | - | -- | -- | ---- |  | -------------------------- | --- | --- | --- | --- | --- | --- |
| 1    | Corée du Sud | 22  | 10 | 6 | 4 | 0 | 20 | 7  | +13  |  | Corée du Sud               |     | 1-1 | 3-2 | 1-1 | 0-0 | 4-0 |
| 2    | Jordanie     | 16  | 10 | 4 | 4 | 2 | 16 | 8  | +8   |  | Jordanie                   | 0-2 |     | 0-1 | 4-0 | 3-1 | 1-1 |
| 3    | Irak         | 15  | 10 | 4 | 3 | 3 | 9  | 9  | 0    |  | Irak                       | 0-2 | 0-0 |     | 1-0 | 1-0 | 2-2 |
| 4    | Oman         | 11  | 10 | 3 | 2 | 5 | 9  | 14 | -5   |  | Oman                       | 1-3 | 0-3 | 0-1 |     | 1-0 | 4-0 |
| 5    | Palestine    | 10  | 10 | 2 | 4 | 4 | 10 | 13 | -3   |  | Palestine                  | 1-1 | 1-3 | 2-1 | 1-1 |     | 2-2 |
| 6    | Koweït       | 5   | 10 | 0 | 5 | 5 | 7  | 20 | -13  |  | Koweït                     | 1-3 | 1-1 | 0-0 | 0-1 | 0-2 |     |

#### 1rejournée
| 5 septembre 2024  | Corée du Sud      | 0 - 0   | Palestine                                                            | Stade de la Coupe du monde de Séoul, Séoul       |                                                  |
| 20h00 (UTC+09:00) |                   | (0 - 0) |                                                                      | Spectateurs : 59 579 Arbitrage : Alireza Faghani | Spectateurs : 59 579 Arbitrage : Alireza Faghani |
| 20h00 (UTC+09:00) | Hwang In-beom 20e | Rapport | 30e Saldaña · 39e Cantillana · 44e Seyam · 77e Kharoub · 90+1e Jundi | Spectateurs : 59 579 Arbitrage : Alireza Faghani | Spectateurs : 59 579 Arbitrage : Alireza Faghani |

| 5 septembre 2024  | Irak            | 1 - 0   | Oman                | Basra Sports City Stadium, Bassorah               |                                                   |
| 19h00 (UTC+03:00) | Hussein 13e     | (1 - 0) |                     | Spectateurs : 63 720 Arbitrage : Khalid Al-Turais | Spectateurs : 63 720 Arbitrage : Khalid Al-Turais |
| 19h00 (UTC+03:00) | Al-Ammari 90+7e | Rapport | 43e, 90+5e Al Alawi | Spectateurs : 63 720 Arbitrage : Khalid Al-Turais | Spectateurs : 63 720 Arbitrage : Khalid Al-Turais |

| 5 septembre 2024  | Jordanie         | 1 - 1   | Koweït              | Stade international d'Amman, Amman             |                                                |
| 21h00 (UTC+03:00) | Al-Taamari 14e   | (1 - 0) | 90+2e (pen.) Nasser | Spectateurs : 13 555 Arbitrage : Adel Al-Naqbi | Spectateurs : 13 555 Arbitrage : Adel Al-Naqbi |
| 21h00 (UTC+03:00) | Al Rawabdehl 82e | Rapport | 25e Dahfeeri        | Spectateurs : 13 555 Arbitrage : Adel Al-Naqbi | Spectateurs : 13 555 Arbitrage : Adel Al-Naqbi |

#### 2ejournée
| 10 septembre 2024 | Palestine                     | 1 - 3   | Jordanie                           | Stade de Kuala Lumpur, Kuala Lumpur ( Malaisie)   |                                                   |
| 22h00 (UTC+08:00) | Ali 41e                       | (1 - 1) | 5e 50e Al-Naimat · 72e Al-Rawabdeh | Spectateurs : 3 012 Arbitrage : Majed Al-Shamrani | Spectateurs : 3 012 Arbitrage : Majed Al-Shamrani |
| 22h00 (UTC+08:00) | Abu Warda 43e · Termanini 53e | Rapport |                                    | Spectateurs : 3 012 Arbitrage : Majed Al-Shamrani | Spectateurs : 3 012 Arbitrage : Majed Al-Shamrani |

| 10 septembre 2024 | Oman                                                                                | 1 - 3   | Corée du Sud                                                | Sultan Qaboos Sports Complex, Mascate    |                                          |
| 18h00 (UTC+04:00) | Jung Seung-hyun 45+2e (csc)                                                         | (1 - 1) | 10e Hwang Hee-chan · 82e Son Heung-min · 90+11e Joo Min-kyu | Spectateurs : 27 144 Arbitrage : Ma Ning | Spectateurs : 27 144 Arbitrage : Ma Ning |
| 18h00 (UTC+04:00) | Al Saadi 56e · Al Khamisi 64e · Al-Rawahi 64e · Al Harthi 90+5e · Al-Busaidi 90+13e | Rapport | 45+1e Seol Young-woo · 45+3e Lee Kang-in                    | Spectateurs : 27 144 Arbitrage : Ma Ning | Spectateurs : 27 144 Arbitrage : Ma Ning |

| 10 septembre 2024 | Koweït | 0 - 0   | Irak                    | Stade international de Jaber Al-Ahmad, Koweït    |                                                  |
| 21h00 (UTC+03:00) |        | (0 - 0) |                         | Spectateurs : 58 000 Arbitrage : Hiroyuki Kimura | Spectateurs : 58 000 Arbitrage : Hiroyuki Kimura |
| 21h00 (UTC+03:00) |        | Rapport | 7e Sulaka · 90e Al-Saed | Spectateurs : 58 000 Arbitrage : Hiroyuki Kimura | Spectateurs : 58 000 Arbitrage : Hiroyuki Kimura |

#### 3ejournée
| 10 octobre 2024   | Jordanie       | 0 - 2   | Corée du Sud                        | Stade international d'Amman, Amman               |                                                  |
| 17h00 (UTC+03:00) |                | (0 - 1) | 38e Lee Jae-sung · 68e Oh Hyeon-gyu | Spectateurs : 14 655 Arbitrage : Hiroyuki Kimura | Spectateurs : 14 655 Arbitrage : Hiroyuki Kimura |
| 17h00 (UTC+03:00) | Al-Rashdan 35e | Rapport |                                     | Spectateurs : 14 655 Arbitrage : Hiroyuki Kimura | Spectateurs : 14 655 Arbitrage : Hiroyuki Kimura |

| 10 octobre 2024   | Oman                                               | 4 - 0   | Koweït                      | Sultan Qaboos Sports Complex, Mascate            |                                                  |
| 20h00 (UTC+04:00) | Al Mushaifri 17e 58e · Al-Ghassani 30e · Fawaz 79e | (2 - 0) |                             | Spectateurs : 25 891 Arbitrage : Alireza Faghani | Spectateurs : 25 891 Arbitrage : Alireza Faghani |
| 20h00 (UTC+04:00) |                                                    | Rapport | 67e Al-Sanea · 78e Al-Enezi | Spectateurs : 25 891 Arbitrage : Alireza Faghani | Spectateurs : 25 891 Arbitrage : Alireza Faghani |

| 10 octobre 2024   | Irak                 | 1 - 0   | Palestine                               | Basra Sports City Stadium, Bassorah            |                                                |
| 21h00 (UTC+03:00) | A.Hussein 31e        | (1 - 0) |                                         | Spectateurs : 44 773 Arbitrage : Adel Al Naqbi | Spectateurs : 44 773 Arbitrage : Adel Al Naqbi |
| 21h00 (UTC+03:00) | Hadi 1e · El Ani 74e | Rapport | 12e Mahajna · 45e Termanimi · 70e Hamed | Spectateurs : 44 773 Arbitrage : Adel Al Naqbi | Spectateurs : 44 773 Arbitrage : Adel Al Naqbi |

#### 4ejournée
| 15 octobre 2024   | Corée du Sud                                        | 3 - 2   | Irak                         | Stade d'Yongin Mireu, Yongin                      |                                                   |
| 20h00 (UTC+09:00) | Oh Se-hun 41e · Oh Hyeon-gyu 74e · Lee Jae-sung 83e | (1 - 0) | 50e A.Hussein · 90+5e Bayesh | Spectateurs : 35 198 Arbitrage : Rustam Lutfullin | Spectateurs : 35 198 Arbitrage : Rustam Lutfullin |
| 20h00 (UTC+09:00) | Rapport                                             |         |                              | Spectateurs : 35 198 Arbitrage : Rustam Lutfullin | Spectateurs : 35 198 Arbitrage : Rustam Lutfullin |

| 15 octobre 2024   | Jordanie                                 | 4 - 0   | Oman | Stade international d'Amman, Amman                      |                                                         |
| 19h00 (UTC+03:00) | Al-Naimat 26e 54e · Olwan 49e (pen.) 87e | (1 - 0) |      | Spectateurs : 14 515 Arbitrage : Khalid Saleh Al Turais | Spectateurs : 14 515 Arbitrage : Khalid Saleh Al Turais |
| 19h00 (UTC+03:00) | Rapport                                  |         |      | Spectateurs : 14 515 Arbitrage : Khalid Saleh Al Turais | Spectateurs : 14 515 Arbitrage : Khalid Saleh Al Turais |

| 15 octobre 2024 | Palestine                          | 2 - 2   | Koweït                | Stade Al-Thumama, Doha ( Qatar)                       |                                                       |
| (UTC+03:00)     | Abou Ali 41e (pen.) · Qunbar 90+3e | (1 - 1) | 31e (pen.) 80e Nasser | Spectateurs : 1 827 Arbitrage : Abdulrahman Al-Jassim | Spectateurs : 1 827 Arbitrage : Abdulrahman Al-Jassim |
| (UTC+03:00)     | 55e Saldaña                        | Rapport |                       | Spectateurs : 1 827 Arbitrage : Abdulrahman Al-Jassim | Spectateurs : 1 827 Arbitrage : Abdulrahman Al-Jassim |

#### 5ejournée
| 14 novembre 2024 | Irak    | 0 - 0   | Jordanie | Basra Sports City Stadium, Bassorah                 |                                                     |
| (UTC+03:00)      |         | (0 - 0) |          | Spectateurs : 65 000 Arbitrage : Mohammed Al Hoaish | Spectateurs : 65 000 Arbitrage : Mohammed Al Hoaish |
| (UTC+03:00)      | Rapport |         |          | Spectateurs : 65 000 Arbitrage : Mohammed Al Hoaish | Spectateurs : 65 000 Arbitrage : Mohammed Al Hoaish |

| 14 novembre 2024 | Oman              | 1 - 0   | Palestine | Sultan Qaboos Sports Complex, Mascate    |                                          |
| (UTC+04:00)      | M.Al-Ghassani 83e | (0 - 0) |           | Spectateurs : 21 754 Arbitrage : Ming Fu | Spectateurs : 21 754 Arbitrage : Ming Fu |
| (UTC+04:00)      | Rapport           |         |           | Spectateurs : 21 754 Arbitrage : Ming Fu | Spectateurs : 21 754 Arbitrage : Ming Fu |

| 14 novembre 2024 | Koweït    | 1 - 3   | Corée du Sud                                              | Stade international de Jaber Al-Ahmad, Koweït |                                              |
| (UTC+03:00)      | Daham 60e | (0 - 2) | 10e Oh Se-hun · 19e (pen.) Son Heung-min · 24e Bae Jun-ho | Spectateurs : 22 791 Arbitrage : Shaun Evans  | Spectateurs : 22 791 Arbitrage : Shaun Evans |
| (UTC+03:00)      | Rapport   |         |                                                           | Spectateurs : 22 791 Arbitrage : Shaun Evans  | Spectateurs : 22 791 Arbitrage : Shaun Evans |

#### 6ejournée
| 19 novembre 2024  | Oman    | 0 - 1   | Irak     | Sultan Qaboos Sports Complex, Mascate                |                                                      |
| 20h00 (UTC+04:00) |         | (0 - 1) | 36e Amyn | Spectateurs : 26 377 Arbitrage : Omar Mohamed Al Ali | Spectateurs : 26 377 Arbitrage : Omar Mohamed Al Ali |
| 20h00 (UTC+04:00) | Rapport |         |          | Spectateurs : 26 377 Arbitrage : Omar Mohamed Al Ali | Spectateurs : 26 377 Arbitrage : Omar Mohamed Al Ali |

| 19 novembre 2024  | Palestine  | 1 - 1   | Corée du Sud      | Stade international d'Amman, Amman ( Jordanie) |                                              |
| 17h00 (UTC+04:00) | Qunbar 12e | (1 - 1) | 16e Son Heung-min | Spectateurs : 2 405 Arbitrage : Yusuke Araki   | Spectateurs : 2 405 Arbitrage : Yusuke Araki |
| 17h00 (UTC+04:00) | Rapport    |         |                   | Spectateurs : 2 405 Arbitrage : Yusuke Araki   | Spectateurs : 2 405 Arbitrage : Yusuke Araki |

| 19 novembre 2024  | Koweït    | 1 - 1   | Jordanie      | Stade international de Jaber Al-Ahmad, Koweït                  |                                                                |
| 21h15 (UTC+03:00) | Daham 68e | (0 - 1) | 21e Al-Naimat | Spectateurs : 29 400 Arbitrage : Muhammad Nazmi bin Nasaruddin | Spectateurs : 29 400 Arbitrage : Muhammad Nazmi bin Nasaruddin |
| 21h15 (UTC+03:00) | Rapport   |         |               | Spectateurs : 29 400 Arbitrage : Muhammad Nazmi bin Nasaruddin | Spectateurs : 29 400 Arbitrage : Muhammad Nazmi bin Nasaruddin |

#### 7ejournée
| 20 mars 2025      | Corée du Sud | 1 - 1   | Oman                                | Stade de Goyang, Goyang                          |                                                  |
| 20h00 (UTC+09:00) | Hee-chan 41e | (1-0)   | 80e Al-Busaidi                      | Spectateurs : 35 212 Arbitrage : Alireza Faghani | Spectateurs : 35 212 Arbitrage : Alireza Faghani |
| 20h00 (UTC+09:00) |              | Rapport | 90+1e Al-Braiki · 90+3e Al-Ghassani | Spectateurs : 35 212 Arbitrage : Alireza Faghani | Spectateurs : 35 212 Arbitrage : Alireza Faghani |

| 20 mars 2025      | Irak                         | 2 - 2   | Koweït           | Basra Sports City Stadium, Bassorah      |                                          |
| 21h15 (UTC+03:00) | Hashim 90+3e · Bayesh 90+11e | (0 - 1) | 39e 70e Nasser   | Spectateurs : 45 851 Arbitrage : Ning Ma | Spectateurs : 45 851 Arbitrage : Ning Ma |
| 21h15 (UTC+03:00) |                              | Rapport | 90+13e Al-Fadhli | Spectateurs : 45 851 Arbitrage : Ning Ma | Spectateurs : 45 851 Arbitrage : Ning Ma |

| 20 mars 2025      | Jordanie                                  | 3 - 1   | Palestine | Stade international d'Amman, Amman          |                                             |
| 21h15 (UTC+03:00) | Al-Arab 3e · Nasib 11e · Al-Taamari 45+3e | (3 - 1) | 33e Seyam | Spectateurs : 9 555 Arbitrage : Shaun Evans | Spectateurs : 9 555 Arbitrage : Shaun Evans |
| 21h15 (UTC+03:00) | Rapport                                   |         |           | Spectateurs : 9 555 Arbitrage : Shaun Evans | Spectateurs : 9 555 Arbitrage : Shaun Evans |

#### 8ejournée
| 25 mars 2025      | Corée du Sud    | 1 - 1   | Jordanie     | Stade de la Coupe du monde de Suwon, Suwon       |                                                  |
| 20h00 (UTC+09:00) | Lee Jae-sung 5e | (1 - 1) | Al-Mardi 30e | Spectateurs : 41 532 Arbitrage : Ilgiz Tantashev | Spectateurs : 41 532 Arbitrage : Ilgiz Tantashev |
| 20h00 (UTC+09:00) | Rapport         |         |              | Spectateurs : 41 532 Arbitrage : Ilgiz Tantashev | Spectateurs : 41 532 Arbitrage : Ilgiz Tantashev |

| 25 mars 2025      | Palestine                     | 2 - 1   | Irak          | Stade international d'Amman, Amman ( Jordanie)         |                                                        |
| 21h15 (UTC+03:00) | Abou Ali 88e · Mahajneh 90+7e | (0 - 1) | 34e A.Hussein | Spectateurs : 7 305 Arbitrage : Khalid Saleh Al Turais | Spectateurs : 7 305 Arbitrage : Khalid Saleh Al Turais |
| 21h15 (UTC+03:00) | Rapport                       |         |               | Spectateurs : 7 305 Arbitrage : Khalid Saleh Al Turais | Spectateurs : 7 305 Arbitrage : Khalid Saleh Al Turais |

| 25 mars 2025      | Koweït  | 0 - 1   | Oman         | Stade international de Jaber Al-Ahmad, Koweït        |                                                      |
| 21h15 (UTC+03:00) |         | (0 - 0) | 56e Al-Sabhi | Spectateurs : 41 322 Arbitrage : Salman Ahmad Falahi | Spectateurs : 41 322 Arbitrage : Salman Ahmad Falahi |
| 21h15 (UTC+03:00) | Rapport |         |              | Spectateurs : 41 322 Arbitrage : Salman Ahmad Falahi | Spectateurs : 41 322 Arbitrage : Salman Ahmad Falahi |

#### 9ejournée
| 5 juin 2025 | Irak          | 0 - 2   | Corée du Sud                | Basra Sports City Stadium, Bassorah         |                                             |
| (UTC+03:00) |               | (0 - 0) | 63e Jin-gyu · 82e Hyeon-gyu | Spectateurs : 55 972 Arbitrage : Jun Mihara | Spectateurs : 55 972 Arbitrage : Jun Mihara |
| (UTC+03:00) | Al-Hamadi 26e | Rapport |                             | Spectateurs : 55 972 Arbitrage : Jun Mihara | Spectateurs : 55 972 Arbitrage : Jun Mihara |

| 5 juin 2025 | Oman    | 0 - 3   | Jordanie                   | Sultan Qaboos Sports Complex, Mascate                   |                                                         |
| (UTC+04:00) |         | (0 - 1) | 45+7e (pen.) 51e 64e Olwan | Spectateurs : 13 878 Arbitrage : Khalid Saleh Al Turais | Spectateurs : 13 878 Arbitrage : Khalid Saleh Al Turais |
| (UTC+04:00) | Rapport |         |                            | Spectateurs : 13 878 Arbitrage : Khalid Saleh Al Turais | Spectateurs : 13 878 Arbitrage : Khalid Saleh Al Turais |

| 5 juin 2025 | Koweït  | 0 - 2   | Palestine                       | Jaber Al-Ahmad International Stadium, Koweït      |                                                   |
| (UTC+03:00) |         | (0 - 1) | 32e Seyam · 88e (pen.) Abou Ali | Spectateurs : 5 250 Arbitrage : Sadullo Gulmurodi | Spectateurs : 5 250 Arbitrage : Sadullo Gulmurodi |
| (UTC+03:00) | Rapport |         |                                 | Spectateurs : 5 250 Arbitrage : Sadullo Gulmurodi | Spectateurs : 5 250 Arbitrage : Sadullo Gulmurodi |

#### 10ejournée
| 10 juin 2025 | Corée du Sud                                             | 4 - 0   | Koweït | Stade de la Coupe du monde de Séoul, Séoul                 |                                                            |
| (UTC+09:00)  | Jin-woo 30e · Kang-in 51e · Hyeon-gyu 54e · Jae-sung 72e | (1 - 0) |        | Spectateurs : 41 119 Arbitrage : Majed Mohammed Alshamrani | Spectateurs : 41 119 Arbitrage : Majed Mohammed Alshamrani |
| (UTC+09:00)  | Rapport                                                  |         |        | Spectateurs : 41 119 Arbitrage : Majed Mohammed Alshamrani | Spectateurs : 41 119 Arbitrage : Majed Mohammed Alshamrani |

| 10 juin 2025 | Jordanie | 0 - 1   | Irak       | Stade international d'Amman, Amman                   |                                                      |
| (UTC+03:00)  |          | (0 - 0) | 77e Jassim | Spectateurs : 15 502 Arbitrage : Omar Mohamed Al Ali | Spectateurs : 15 502 Arbitrage : Omar Mohamed Al Ali |
| (UTC+03:00)  | Rapport  |         |            | Spectateurs : 15 502 Arbitrage : Omar Mohamed Al Ali | Spectateurs : 15 502 Arbitrage : Omar Mohamed Al Ali |

| 10 juin 2025 | Palestine   | 1 - 1        | Oman                  | King Abdullah II Stadium, Amman                   |                                                   |
|              | Kharoub 49e | (0 - 0)      | 90+7e (pen.) Al-Sabhi | Spectateurs : 8 500 Arbitrage : Mooud Bonyadifard | Spectateurs : 8 500 Arbitrage : Mooud Bonyadifard |
|              | Rapport     | Al Saadi 73e |                       | Spectateurs : 8 500 Arbitrage : Mooud Bonyadifard | Spectateurs : 8 500 Arbitrage : Mooud Bonyadifard |

### Groupe C = 1 277 060
| Rang | Équipe          | Pts | J  | G | N | P | Bp | Bc | Diff |  | Résultats (▼ dom., ► ext.) |     |     |     |     |     |     |
| ---- | --------------- | --- | -- | - | - | - | -- | -- | ---- |  | -------------------------- | --- | --- | --- | --- | --- | --- |
| 1    | Japon           | 23  | 10 | 7 | 2 | 1 | 30 | 3  | +27  |  | Japon                      |     | 1-1 | 0-0 | 6-0 | 7-0 | 2-0 |
| 2    | Australie       | 19  | 10 | 5 | 4 | 1 | 16 | 7  | +9   |  | Australie                  | 1-0 |     | 0-0 | 5-1 | 3-1 | 0-1 |
| 3    | Arabie saoudite | 13  | 10 | 3 | 4 | 3 | 7  | 8  | -1   |  | Arabie saoudite            | 0-2 | 1-2 |     | 1-1 | 1-0 | 0-0 |
| 4    | Indonésie       | 12  | 10 | 3 | 3 | 4 | 9  | 20 | -11  |  | Indonésie                  | 0-4 | 0-0 | 2-0 |     | 1-0 | 1-0 |
| 5    | Chine           | 9   | 10 | 3 | 0 | 7 | 7  | 20 | -13  |  | Chine                      | 1-3 | 0-2 | 1-2 | 2-1 |     | 1-0 |
| 6    | Bahreïn         | 6   | 10 | 1 | 3 | 6 | 5  | 16 | -11  |  | Bahreïn                    | 0-5 | 2-2 | 0-2 | 2-2 | 0-1 |     |

#### 1rejournée
| 5 septembre 2024  | Australie                                          | 0 - 1   | Bahreïn                        | Stade Robina, Gold Coast                     |                                              |
| 20h10 (UTC+10:00) |                                                    | (0 - 0) | 89e (csc) Souttar              | Spectateurs : 24 644 Arbitrage : Omar Al-Ali | Spectateurs : 24 644 Arbitrage : Omar Al-Ali |
| 20h10 (UTC+10:00) | Rowles 58e · Circati 68e · Souttar 72e · Yengi 77e | Rapport | 62e Al-Khalasi · 86e Al Asfoor | Spectateurs : 24 644 Arbitrage : Omar Al-Ali | Spectateurs : 24 644 Arbitrage : Omar Al-Ali |

| 5 septembre 2024  | Japon                                                                         | 7 - 0   | Chine                                          | Stade Saitama 2002, Saitama                            |                                                        |
| 19h21 (UTC+09:00) | Endō 12e · Mitoma 45+2e · Minamino 52e 58e · Ito 77e · Maeda 87e · Kubo 90+5e | (2 - 0) |                                                | Spectateurs : 52 398 Arbitrage : Abdulrahman Al-Jassim | Spectateurs : 52 398 Arbitrage : Abdulrahman Al-Jassim |
| 19h21 (UTC+09:00) |                                                                               | Rapport | 18e Yang Zexiang · 39e Zhang Yuning · 70e Alan | Spectateurs : 52 398 Arbitrage : Abdulrahman Al-Jassim | Spectateurs : 52 398 Arbitrage : Abdulrahman Al-Jassim |

| 5 septembre 2024  | Arabie saoudite              | 1 - 1   | Indonésie                            | Stade Roi-Abdallah, Djeddah                      |                                                  |
| 21h00 (UTC+03:00) | Al-Juwayr 45+3e              | (1 - 1) | 19e Oratmangoen                      | Spectateurs : 42 385 Arbitrage : Adham Makhadmeh | Spectateurs : 42 385 Arbitrage : Adham Makhadmeh |
| 21h00 (UTC+03:00) | Al Ghannam 85e · Kanno 90+8e | Rapport | 23e Verdonk · 83e Ferarri · 89e Paes | Spectateurs : 42 385 Arbitrage : Adham Makhadmeh | Spectateurs : 42 385 Arbitrage : Adham Makhadmeh |

#### 2ejournée
| 10 septembre 2024 | Chine                                                  | 1 - 2   | Arabie saoudite                                       | Stade de football de Dalian Suoyuwan, Dalian      |                                                   |
| 20h00 (UTC+08:00) | Lajami 14e (csc)                                       | (1 - 1) | 39e 90e Kadesh                                        | Spectateurs : 48 628 Arbitrage : Nasrullo Kabirov | Spectateurs : 48 628 Arbitrage : Nasrullo Kabirov |
| 20h00 (UTC+08:00) | Li Yuanyi 9e · Abduweli Behram 36e · Xie Wenneng 45+3e | Rapport | 6e Lajami · 19e Kanno · 45e Al Malki · 59e Abdulhamid | Spectateurs : 48 628 Arbitrage : Nasrullo Kabirov | Spectateurs : 48 628 Arbitrage : Nasrullo Kabirov |

| 10 septembre 2024 | Indonésie  | 0 - 0   | Australie                                | Stade Gelora-Bung-Karno, Jakarta                     |                                                      |
| 19h00 (UTC+07:00) |            | (0 - 0) |                                          | Spectateurs : 70 059 Arbitrage : Salman Ahmad Falahi | Spectateurs : 70 059 Arbitrage : Salman Ahmad Falahi |
| 19h00 (UTC+07:00) | Hubner 57e | Rapport | 10e Goodwin · 44e Baccus · 90+2e Silvera | Spectateurs : 70 059 Arbitrage : Salman Ahmad Falahi | Spectateurs : 70 059 Arbitrage : Salman Ahmad Falahi |

| 10 septembre 2024 | Bahreïn       | 0 - 5   | Japon                                            | Stade national de Bahreïn, Riffa                  |                                                   |
| 19h00 (UTC+03:00) |               | (0 - 1) | 37e (pen.) 47e Ueda · 61e 64e Morita · 81e Ogawa | Spectateurs : 22 729 Arbitrage : Rustam Lutfullin | Spectateurs : 22 729 Arbitrage : Rustam Lutfullin |
| 19h00 (UTC+03:00) | Al Khatal 88e | Rapport |                                                  | Spectateurs : 22 729 Arbitrage : Rustam Lutfullin | Spectateurs : 22 729 Arbitrage : Rustam Lutfullin |

#### 3ejournée
| 10 octobre 2024   | Australie                                     | 3 - 1   | Chine                      | Adelaide Oval, Adélaïde                           |                                                   |
| 19h40 (UTC+10:30) | Miller 45+2e · Goodwin 53e · Velupillay 90+2e | (1 - 1) | 20e Wenneng                | Spectateurs : 46 219 Arbitrage : Nazmi Nasaruddin | Spectateurs : 46 219 Arbitrage : Nazmi Nasaruddin |
| 19h40 (UTC+10:30) |                                               | Rapport | 36e Li Lei · 66e Shangyuan | Spectateurs : 46 219 Arbitrage : Nazmi Nasaruddin | Spectateurs : 46 219 Arbitrage : Nazmi Nasaruddin |

| 10 octobre 2024   | Bahreïn           | 2 - 2   | Indonésie                        | Stade national de Bahreïn, Riffa              |                                               |
| 19h00 (UTC+03:00) | Marhoon 15e 90+9e | (1 - 1) | 45+3e Oratmangoen · 74e Struick  | Spectateurs : 10 731 Arbitrage : Ahmed Al-Kaf | Spectateurs : 10 731 Arbitrage : Ahmed Al-Kaf |
| 19h00 (UTC+03:00) | A.Haram 11e       | Rapport | 76e Oratmangoen · 90+4e Ferdinan | Spectateurs : 10 731 Arbitrage : Ahmed Al-Kaf | Spectateurs : 10 731 Arbitrage : Ahmed Al-Kaf |

| 10 octobre 2024   | Arabie saoudite | 0 - 2   | Japon                      | Stade Roi-Abdallah, Djeddah                     |                                                 |
| 20h00 (UTC+03:00) |                 | (0 - 1) | 14e Kamada · 81e Ogawa     | Spectateurs : 56 283 Arbitrage : Kim Jong-Hyeok | Spectateurs : 56 283 Arbitrage : Kim Jong-Hyeok |
| 20h00 (UTC+03:00) | Abdulhamid 70e  | Rapport | 28e Minamino · 62e Machida | Spectateurs : 56 283 Arbitrage : Kim Jong-Hyeok | Spectateurs : 56 283 Arbitrage : Kim Jong-Hyeok |

#### 4ejournée
| 15 octobre 2024   | Japon             | 1 - 1   | Australie           | Stade Saitama 2002, Saitama                   |                                               |
| 19h35 (UTC+09:00) | Burgess 76e (csc) | (0 - 0) | 58e (csc) Taniguchi | Spectateurs : 58 730 Arbitrage : Ahmad Al Ali | Spectateurs : 58 730 Arbitrage : Ahmad Al Ali |
| 19h35 (UTC+09:00) | Rapport           |         |                     | Spectateurs : 58 730 Arbitrage : Ahmad Al Ali | Spectateurs : 58 730 Arbitrage : Ahmad Al Ali |

| 15 octobre 2024   | Chine                     | 2 - 1   | Indonésie | Stade de football des jeunes de Qingdao, Qingdao     |                                                      |
| 20h00 (UTC+08:00) | Abduweli 21e · Yuning 44e | (2 - 0) | 86e Haye  | Spectateurs : 37 133 Arbitrage : Omar Mohamed Al Ali | Spectateurs : 37 133 Arbitrage : Omar Mohamed Al Ali |
| 20h00 (UTC+08:00) | Rapport                   |         |           | Spectateurs : 37 133 Arbitrage : Omar Mohamed Al Ali | Spectateurs : 37 133 Arbitrage : Omar Mohamed Al Ali |

| 15 octobre 2024   | Arabie saoudite | 0 - 0   | Bahreïn | Stade Roi-Abdallah, Djeddah                          |                                                      |
| 21h00 (UTC+03:00) |                 | (0 - 0) |         | Spectateurs : 35 437 Arbitrage : Salman Ahmad Falahi | Spectateurs : 35 437 Arbitrage : Salman Ahmad Falahi |
| 21h00 (UTC+03:00) | Rapport         |         |         | Spectateurs : 35 437 Arbitrage : Salman Ahmad Falahi | Spectateurs : 35 437 Arbitrage : Salman Ahmad Falahi |

#### 5ejournée
| 14 novembre 2024  | Australie | 0 - 0   | Arabie saoudite | AAMI Park, Melbourne                                |                                                     |
| 20h10 (UTC+11:00) |           | (0 - 0) |                 | Spectateurs : 27 491 Arbitrage : Ali Saeed Al Naqbi | Spectateurs : 27 491 Arbitrage : Ali Saeed Al Naqbi |
| 20h10 (UTC+11:00) | Rapport   |         |                 | Spectateurs : 27 491 Arbitrage : Ali Saeed Al Naqbi | Spectateurs : 27 491 Arbitrage : Ali Saeed Al Naqbi |

| 14 novembre 2024  | Indonésie | 0 - 4   | Japon                                                       | Stade Gelora-Bung-Karno, Jakarta                   |                                                    |
| 19h00 (UTC+07:00) |           | (0 - 2) | 35e (csc) Hubner · 40e Minamino · 49e Morita · 69e Sugawara | Spectateurs : 60 304 Arbitrage : Mooud Bonyadifard | Spectateurs : 60 304 Arbitrage : Mooud Bonyadifard |
| 19h00 (UTC+07:00) | Rapport   |         |                                                             | Spectateurs : 60 304 Arbitrage : Mooud Bonyadifard | Spectateurs : 60 304 Arbitrage : Mooud Bonyadifard |

| 14 novembre 2024 | Bahreïn        | 0 - 1   | Chine        | Stade national de Bahreïn, Riffa                |                                                 |
| (UTC+03:00)      |                | (0 - 0) | 90+1e Yuning | Spectateurs : 7 921 Arbitrage : Adham Makhadmeh | Spectateurs : 7 921 Arbitrage : Adham Makhadmeh |
| (UTC+03:00)      | Al Hayam 90+9e | Rapport |              | Spectateurs : 7 921 Arbitrage : Adham Makhadmeh | Spectateurs : 7 921 Arbitrage : Adham Makhadmeh |

#### 6ejournée
| 19 novembre 2024 | Chine         | 1 - 3   | Japon                         | Stade Xiamen Egret, Xiamen                     |                                                |
| (UTC+08:00)      | Liangming 49e | (0 - 2) | 39e 54e Ogawa · 45+5e Itakura | Spectateurs : 45 336 Arbitrage : Muhammad Taqi | Spectateurs : 45 336 Arbitrage : Muhammad Taqi |
| (UTC+08:00)      | Rapport       |         |                               | Spectateurs : 45 336 Arbitrage : Muhammad Taqi | Spectateurs : 45 336 Arbitrage : Muhammad Taqi |

| 19 novembre 2024  | Indonésie        | 2 - 0   | Arabie saoudite | Stade Gelora-Bung-Karno, Jakarta                  |                                                   |
| 19h00 (UTC+07:00) | Ferdinan 32e 57e | (1 - 0) |                 | Spectateurs : 55 970 Arbitrage : Rustam Lutfullin | Spectateurs : 55 970 Arbitrage : Rustam Lutfullin |
| 19h00 (UTC+07:00) | Hubner 89e       | Rapport |                 | Spectateurs : 55 970 Arbitrage : Rustam Lutfullin | Spectateurs : 55 970 Arbitrage : Rustam Lutfullin |

| 19 novembre 2024 | Bahreïn             | 2 - 2   | Australie       | Stade national de Bahreïn, Riffa             |                                              |
| (UTC+03:00)      | Abduljabbar 75e 79e | (0 - 1) | 1re 90+6e Yengi | Spectateurs : 6 873 Arbitrage : Hyung-Jin Ko | Spectateurs : 6 873 Arbitrage : Hyung-Jin Ko |
| (UTC+03:00)      | Rapport             |         |                 | Spectateurs : 6 873 Arbitrage : Hyung-Jin Ko | Spectateurs : 6 873 Arbitrage : Hyung-Jin Ko |

#### 7ejournée
| 20 mars 2025      | Japon                 | 2 - 0   | Bahreïn     | Stade Saitama 2002, Saitama                            |                                                        |
| 19h35 (UTC+09:00) | Kamada 66e · Kubo 87e | (0 - 0) |             | Spectateurs : 58 137 Arbitrage : Abdulrahman Al-Jassim | Spectateurs : 58 137 Arbitrage : Abdulrahman Al-Jassim |
| 19h35 (UTC+09:00) | Kubo 88e              | Rapport | 19e Benaddi | Spectateurs : 58 137 Arbitrage : Abdulrahman Al-Jassim | Spectateurs : 58 137 Arbitrage : Abdulrahman Al-Jassim |

| 20 mars 2025      | Australie                                                 | 5 - 1   | Indonésie  | Sydney Football Stadium (2022), Sydney           |                                                  |
| 20h10 (UTC+11:00) | Boyle 18e · Velupillay 20e · Irvine 34e, 90e · Miller 61e | (3 - 0) | 78e Romeny | Spectateurs : 35 241 Arbitrage : Adham Makhadmeh | Spectateurs : 35 241 Arbitrage : Adham Makhadmeh |
| 20h10 (UTC+11:00) | Rapport                                                   |         |            | Spectateurs : 35 241 Arbitrage : Adham Makhadmeh | Spectateurs : 35 241 Arbitrage : Adham Makhadmeh |

| 20 mars 2025      | Arabie saoudite | 1 - 0   | Chine           | Stade de l'Université King Saud, Riyad               |                                                      |
| 21h15 (UTC+03:00) | Al-Dawsari 50e  | (0 - 0) |                 | Spectateurs : 24 742 Arbitrage : Omar Mohamed Al Ali | Spectateurs : 24 742 Arbitrage : Omar Mohamed Al Ali |
| 21h15 (UTC+03:00) |                 | Rapport | 45+2e Liangming | Spectateurs : 24 742 Arbitrage : Omar Mohamed Al Ali | Spectateurs : 24 742 Arbitrage : Omar Mohamed Al Ali |

#### 8ejournée
| 25 mars 2025      | Japon   | 0 - 0   | Arabie saoudite | Stade Saitama 2002, Saitama                   |                                               |
| 19h35 (UTC+09:00) |         | (0 - 0) |                 | Spectateurs : 58 003 Arbitrage : Ahmed Al-Ali | Spectateurs : 58 003 Arbitrage : Ahmed Al-Ali |
| 19h35 (UTC+09:00) | Rapport |         |                 | Spectateurs : 58 003 Arbitrage : Ahmed Al-Ali | Spectateurs : 58 003 Arbitrage : Ahmed Al-Ali |

| 25 mars 2025      | Chine   | 0 - 2   | Australie                   | Parc Sportif de Hangzhou, Hangzhou                 |                                                    |
| 19h00 (UTC+08:00) |         | (0 - 2) | Irvine 16e · Velupillay 29e | Spectateurs : 70 588 Arbitrage : Mooud Bonyadifard | Spectateurs : 70 588 Arbitrage : Mooud Bonyadifard |
| 19h00 (UTC+08:00) | Rapport |         |                             | Spectateurs : 70 588 Arbitrage : Mooud Bonyadifard | Spectateurs : 70 588 Arbitrage : Mooud Bonyadifard |

| 25 mars 2025      | Indonésie  | 1 - 0   | Bahreïn | Stade Gelora-Bung-Karno, Jakarta                   |                                                    |
| 20h45 (UTC+07:00) | Romeny 24e | (1 - 0) |         | Spectateurs : 69 599 Arbitrage : Sadullo Gulmurodi | Spectateurs : 69 599 Arbitrage : Sadullo Gulmurodi |
| 20h45 (UTC+07:00) | Rapport    |         |         | Spectateurs : 69 599 Arbitrage : Sadullo Gulmurodi | Spectateurs : 69 599 Arbitrage : Sadullo Gulmurodi |

#### 9ejournée
| 5 juin 2025       | Australie  | 1 - 0   | Japon | Perth Stadium, Perth                                   |                                                        |
| 19h10 (UTC+08:00) | Behich 90e | (0 - 0) |       | Spectateurs : 57 226 Arbitrage : Kassem Matar Al-Hatmi | Spectateurs : 57 226 Arbitrage : Kassem Matar Al-Hatmi |
| 19h10 (UTC+08:00) | Rapport    |         |       | Spectateurs : 57 226 Arbitrage : Kassem Matar Al-Hatmi | Spectateurs : 57 226 Arbitrage : Kassem Matar Al-Hatmi |

| 5 juin 2025 | Indonésie         | 1 - 0   | Chine | Stade Gelora-Bung-Karno, Jakarta                  |                                                   |
| (UTC+07:00) | Romeny 45e (pen.) | (1 - 0) |       | Spectateurs : 69 661 Arbitrage : Rustam Lutfullin | Spectateurs : 69 661 Arbitrage : Rustam Lutfullin |
| (UTC+07:00) | Rapport           |         |       | Spectateurs : 69 661 Arbitrage : Rustam Lutfullin | Spectateurs : 69 661 Arbitrage : Rustam Lutfullin |

| 5 juin 2025 | Bahreïn | 0 - 2   | Arabie saoudite              | Stade national de Bahreïn, Riffa                 |                                                  |
| (UTC+03:00) |         | (0 - 1) | 16e Al-Juwayr · 78e Al-Aboud | Spectateurs : 15 075 Arbitrage : Ilgiz Tantashev | Spectateurs : 15 075 Arbitrage : Ilgiz Tantashev |
| (UTC+03:00) | Rapport |         |                              | Spectateurs : 15 075 Arbitrage : Ilgiz Tantashev | Spectateurs : 15 075 Arbitrage : Ilgiz Tantashev |

#### 10ejournée
| 10 juin 2025 | Japon                                                                  | 6 - 0   | Indonésie | Stade de football de Suita, Suita, Osaka        |                                                 |
| (UTC+09:00)  | Kamada 15e 45+6e · Kubo 19e · Morishita 55e · Machino 58e · Hosoya 80e | (3 - 0) |           | Spectateurs : 33 661 Arbitrage : Kim Jong-hyeok | Spectateurs : 33 661 Arbitrage : Kim Jong-hyeok |
| (UTC+09:00)  | Rapport                                                                |         |           | Spectateurs : 33 661 Arbitrage : Kim Jong-hyeok | Spectateurs : 33 661 Arbitrage : Kim Jong-hyeok |

| 10 juin 2025 | Chine             | 1 - 0   | Bahreïn | Longxing Football Stadium, Chongqing           |                                                |
| (UTC+08:00)  | Wang 90+3e (pen.) | (0 - 0) |         | Spectateurs : 51 236 Arbitrage : Adel Al Naqbi | Spectateurs : 51 236 Arbitrage : Adel Al Naqbi |
| (UTC+08:00)  | Rapport           |         |         | Spectateurs : 51 236 Arbitrage : Adel Al Naqbi | Spectateurs : 51 236 Arbitrage : Adel Al Naqbi |

| 10 juin 2025 | Arabie saoudite | 1 - 2   | Australie               | Stade Roi-Abdallah, Djeddah                            |                                                        |
| (UTC+03:00)  | Al-Aboud 19e    | (1 - 1) | 42e Metcalfe · 48e Duke | Spectateurs : 24 620 Arbitrage : Abdulrahman Al-Jassim | Spectateurs : 24 620 Arbitrage : Abdulrahman Al-Jassim |
| (UTC+03:00)  | Rapport         |         |                         | Spectateurs : 24 620 Arbitrage : Abdulrahman Al-Jassim | Spectateurs : 24 620 Arbitrage : Abdulrahman Al-Jassim |